# 철원군의 향토문화유산
철원군의 향토문화유산은 다음 각 호의 어느 하나에 해당하는 것을 말한다.
1. 문화재보호법 및 강원도 문화재 보호 조례에 따라 문화재로 지정되지 아니한 것으로서 우리군의 역사적, 예술적, 학술적, 기술적, 경관적 가치가 있는 것과 이에 준하는 유·무형의 자료
2. 향토문화재로서 보존가치가 있을 것으로 기대되는 유산
3. 향토문화, 토속풍속 등을 연구하는데 필요한 자료

## 지정 목록
| 번호 | 그림 | 명칭                                             | 소재지                                | 소유자 (관리자) | 지정·해제일자        | 비고 |
| ---- | ---- | ------------------------------------------------ | ------------------------------------- | --------------- | -------------------- | ---- |
| 1호  |      | 구은사 (九隱祠)                                  | 철원군 근남면 호국로 7003-23 (사곡리) | 구은사의봉안회  | 2016년 9월 27일 지정 |      |
| 2호  |      | 정열부인 영평정씨 열녀문                         | 철원군 김화읍 도창리 산 196           | 김해김씨종치회  | 2016년 9월 27일 지정 |      |
| 3호  |      | 철원향교 (鐵原鄕校)                              | 철원군 철원읍 화지리                  | 철원향교        | 2016년 9월 27일 지정 |      |
| 4호  |      | 예숙공 최석 재상 3봉분 (譽肅公 崔奭 宰相 三封墳) | 철원군 동송읍 관우리 323              | 동주최씨대종회  | 2019년 8월 9일 지정  |      |

## 참고 문헌
- 철원군 홈페이지 - 고시/공고[깨진 링크(과거 내용 찾기)]
- 철원군보[깨진 링크(과거 내용 찾기)]